# Комин, Джон, граф Ангус
Джон Комин (англ. John Comyn; умер в 1242) — шотландский аристократ из рода Коминов, граф Ангус (по праву жены).

## Происхождение
Джон происходил из шотландского рода Коминов, имевшего нормандское происхождение, представители которого обосновались в Шотландии во время правления короля Давида I. Его отцом, вероятно, был Уильям Комин, лорд Баденох (умер в 1233 году), который владел важными землями в Тайндейле (Нортумберленд, Англия), Дамфрисшире, Роксбургшире и Пиблшире (Южная Шотландия), а также Баденохом и Лохабером (Северная Шотландия). Матерью же Джона, вероятно, была первая жена Уильяма — Сара Фиц-Хью.

## Биография
О Джоне известно мало. Он женился на Матильде, графине Ангус, дочери и наследницы Малькольма, мормэра (графа) Ангуса, благодаря чему по праву жены сам носил этот титул. Согласно «Хронике Мелроза», в 1242 году Джон отправился в составе армии английского короля Генриха III в военную экспедицию в Пуату, где и погиб, не оставив наследников.

## Брак
Жена: Матильда, графиня Ангус, дочь Малькольма, мормэра (графа) Ангуса. Дети:
- Бертольд Комин (умер в младенчестве)[3].

После гибели мужа Матильда ещё дважды выходила замуж. Её вторым мужем в 1243 году стал Гилберт II де Умфравиль (умер в 1245), феодальный барон Прадо и Ридсдейла, а третьим — Ричард Дуврский (умер после 2 декабря 1247), феодальный барон Чилхэм.